# Presidente del Gobierno de Eslovenia
El primer ministro de Eslovenia, oficialmente presidente del Gobierno de la República de Eslovenia (esloveno: Predsednik Vlade Republike Slovenije), es el jefe del Gobierno de la República de Eslovenia. Ha habido diez funcionarios desde que el país obtuvo la democracia parlamentaria en 1989 (así como dos entre 1945 y 1953, cuando el cargo pasó a llamarse 'Presidente del Consejo Ejecutivo').
El primer ministro de Eslovenia es nombrado por el Presidente de la República tras consultar con los partidos representados en la Asamblea Nacional. Luego, el candidato es elegido formalmente por mayoría simple de la Asamblea Nacional. Si ningún candidato obtiene la mayoría, se deberá realizar una nueva votación dentro de los 14 días. Si ningún candidato obtiene la mayoría después de esta ronda, el presidente debe disolver la legislatura y convocar nuevas elecciones parlamentarias, a menos que la Asamblea Nacional acuerde celebrar una tercera ronda. Si no se elige ningún candidato después de una tercera vuelta, la legislatura se disuelve automáticamente en espera de nuevas elecciones. En la práctica, dado que la persona designada debe contar con la mayoría de la Asamblea Nacional para poder gobernar, la persona designada suele ser el líder del partido mayoritario en la Asamblea Nacional o el líder del partido más grande de la coalición gobernante. La Asamblea Nacional sólo puede retirar su apoyo a un primer ministro mediante un voto de censura constructivo; es decir, una moción de censura no tiene efecto a menos que un posible sucesor tenga el apoyo de una mayoría. El primer ministro es también el presidente del Consejo de Seguridad Nacional.

## Elección
El primer ministro es elegido por la Asamblea Nacional de Eslovenia.

### Primera ronda
Después de las elecciones parlamentarias, la nueva Asamblea Nacional se reúne en la sesión constitutiva (normalmente entre 2 y 3 semanas después de las elecciones; el presidente de la república convoca la sesión después de recibir el informe oficial sobre las elecciones de la Comisión Electoral Estatal), tras lo cual se forman  oficialmente los nuevos grupos parlamentarios. Una vez formados todos los grupos (normalmente en unos pocos días), el presidente se reúne con los líderes de los grupos para realizar consultas. Durante las consultas, el presidente intenta identificar un candidato que pueda obtener la mayoría absoluta en la Asamblea Nacional (46 votos). Después de las consultas, el presidente puede proponer oficialmente un candidato al presidente de la Asamblea Nacional, esto debe hacerse dentro de los 30 días posteriores a la sesión constitutiva. La Asamblea vota sobre el candidato dentro de los 7 días, pero no antes de las 48 horas posteriores a la propuesta. El candidato debe presentar su visión de su gobierno ante la Asamblea Nacional antes de la votación. Cuando se elige un primer ministro, comienza la formación de un nuevo gobierno.

### Segunda ronda
Si no se elige ningún primer ministro, se celebrará la segunda vuelta. Después de nuevas consultas, el presidente puede proponer un nuevo candidato o el mismo candidato nuevamente dentro de los 14 días posteriores a la votación de la primera vuelta. En la segunda vuelta, los grupos parlamentarios y los grupos de 10 diputados también pueden proponer un candidato. La votación se realizará no antes de las 48 horas siguientes a la presentación de la propuesta, pero a más tardar dentro de los 7 días siguientes a la misma. Si se proponen más candidatos, la Asamblea Nacional votará primero por el candidato propuesto por el presidente, sólo si ese candidato no es elegido. La asamblea votará sobre los demás candidatos en el orden de presentación de las propuestas. El primer ministro es elegido por mayoría absoluta (46 votos). Cuando se elige un primer ministro, comienza la formación de un nuevo gobierno.
Si la Asamblea Nacional una vez más no logra elegir a un primer ministro, el presidente disolverá la Asamblea Nacional y convocará elecciones anticipadas, a menos que la Asamblea Nacional decida, dentro de las 48 horas siguientes a la votación, celebrar una tercera vuelta electoral.

### Tercera ronda
En la tercera vuelta, el primer ministro es elegido por mayoría relativa (mayoría de los diputados actuales). Las votaciones tendrán lugar dentro de los siete días siguientes a la decisión, pero no antes de las 48 horas. En la tercera vuelta, la Asamblea Nacional vota primero a todos los candidatos de la primera y segunda vuelta, y si ninguno de los candidatos obtiene la mayoría de votos, votará sobre nuevas propuestas, primero sobre la propuesta del presidente, luego por el otro en el orden de presentación. Si se elige un primer ministro, comienza la formación de un nuevo gobierno; en caso contrario, el presidente disuelve la Asamblea Nacional y se celebran elecciones anticipadas.

### Juramento del cargo
El primer ministro asume oficialmente su cargo después de que todos sus ministros presten juramento ante la Asamblea Nacional, tras la elección del gobierno con mayoría relativa en la Asamblea Nacional. El primer ministro presta juramento tras su elección.
El primer ministro y los demás ministros prestan el mismo juramento según el artículo 104 de la Constitución: “Juro que defenderé el orden constitucional, actuaré según mi conciencia y haré todo lo que esté en mi poder por el bien de Eslovenia”.

## Titulares
| N.º | Foto        | Nombre                     | Duración del mandato | Duración del mandato             | Duración del mandato | Partido político                      | Gabinete                      | Asamblea Nacional | Presidente | Presidente        |
| N.º | Foto        | Nombre                     | Inicio               | Fin                              | Días                 | Partido político                      | Gabinete                      | Asamblea Nacional | Presidente | Presidente        |
| --- | ----------- | -------------------------- | -------------------- | -------------------------------- | -------------------- | ------------------------------------- | ----------------------------- | ----------------- | ---------- | ----------------- |
| 1   |             | Lojze Peterle (n. 1948)    | 16-may-1990          | 14-may-1992                      | 729                  | Cristiano Demócratas Eslovenos (SKD)  | Peterle SKD-SKZ-SDZ-ZS-SDS    | 1 (1990)          |            | Milan Kučan       |
| 2   |             | Janez Drnovšek (1950-2008) | 14-may-1992          | 15-ene-1993                      | 2946                 | Democracia Liberal de Eslovenia (LDS) | Drnovšek I LDS-SD-DSS-ZS-SDS  | 1 (1992)          |            | Milan Kučan       |
| 2   | 15-ene-1993 | Janez Drnovšek (1950-2008) | 27-feb-1997          | Drnovšek II LDS-SKD-SD-SDS       | 2946                 | Democracia Liberal de Eslovenia (LDS) |                               | 1 (1992)          |            | Milan Kučan       |
| 2   | 27-feb-1997 | Janez Drnovšek (1950-2008) | 7-jun-2000           | Drnovšek III LDS-SLS-DeSUS       | 2946                 | Democracia Liberal de Eslovenia (LDS) | 2 (1996)                      |                   |            | Milan Kučan       |
| 3   |             | Andrej Bajuk (1943-2011)   | 7-jun-2000           | 4-ago-2000                       | 176                  | Partido Popular Esloveno (SLS)        | 2 (1996)                      | Bajuk SLS–SKD–SDS |            | Milan Kučan       |
| 3   | 4-ago-2000  | Andrej Bajuk (1943-2011)   | 30-nov-2000          | Nueva Eslovenia (NSi)            | 176                  |                                       | 2 (1996)                      | Bajuk SLS–SKD–SDS |            | Milan Kučan       |
| 2   |             | Janez Drnovšek (1950-2008) | 30-nov-2000          | 19-dic-2002                      | 749                  | Democracia Liberal de Eslovenia (LDS) | Drnovšek IV LDS-SD-SLS-DeSUS  | 3 (2000)          |            | Milan Kučan       |
| 4   |             | Anton Rop (1960-)          | 19-dic-2002          | 3-dic-2004                       | 715                  | Democracia Liberal de Eslovenia (LDS) | Rop LDS-SD-SLS-DeSUS          | 3 (2000)          |            | Janez Drnovšek    |
| 5   |             | Janez Janša (1958-)        | 3-dic-2004           | 21-nov-2008                      | 1449                 | Partido Demócrata Esloveno (SDS)      | Janša I SDS-NSi-SLS-DeSUS     | 4 (2004)          |            | Janez Drnovšek    |
| 5   | Danilo Türk | Janez Janša (1958-)        | 3-dic-2004           | 21-nov-2008                      | 1449                 | Partido Demócrata Esloveno (SDS)      | Janša I SDS-NSi-SLS-DeSUS     | 4 (2004)          |            |                   |
| 6   |             | Borut Pahor (1963-)        | 21-nov-2008          | 10-feb-2012                      | 1176                 | Socialdemócratas (SD)                 | Pahor SD-Zares-DeSUS-LDS      | 5 (2008)          |            |                   |
| 5   |             | Janez Janša (1958-)        | 10-feb-2012          | 20-mar-2013                      | 404                  | Partido Demócrata Esloveno (SDS)      | Janša II SDS-DL-DeSUS-SLS-NSi | 6 (2011)          |            | Borut Pahor       |
| 7   |             | Alenka Bratušek (1970-)    | 20-mar-2013          | 31-may-2014                      | 547                  | Eslovenia Positiva (PS)               | Bratušek PS–DeSUS–DL–SD–ZaAB  | 6 (2011)          |            | Borut Pahor       |
| 7   | 31-may-2014 | Alenka Bratušek (1970-)    | 18-sep-2014          | Partido de Alenka Bratušek (SAB) | 547                  |                                       | Bratušek PS–DeSUS–DL–SD–ZaAB  | 6 (2011)          |            | Borut Pahor       |
| 8   |             | Miro Cerar (1963-)         | 18-sep-2014          | 13-sep-2018                      | 1456                 | Partido Moderno del Centro (SMC)      | Cerar SMC-DeSUS-SD            | 7 (2014)          |            | Borut Pahor       |
| 8   |             | Miro Cerar (1963-)         | 18-sep-2014          | 13-sep-2018                      | 1456                 | Partido Moderno del Centro (SMC)      | Cerar SMC-DeSUS-SD            | 7 (2014)          |            | Borut Pahor       |
| 9   |             | Marjan Šarec (1977-)       | 13-sep-2018          | 3-03-2020                        | 537                  | Lista de Marjan Šarec (LMŠ)           | Šarec LMŠ-SD-SMC-SAB-DeSUS    | 8 (2018)          |            | Borut Pahor       |
| 5   |             | Janez Janša (1958-)        | 3-mar-2020           | 1-jun-2022                       | 820                  | Partido Demócrata Esloveno (SDS)      | Janša III SDS-SMC-NSi-DeSUS   | 8 (2018)          |            | Borut Pahor       |
| 10  |             | Robert Golob (1967-)       | 1-jun-2022           |                                  | 1084                 | Movimiento Libertad (GS)              | Golob GS-SD-Levica            | 9 (2022)          |            | Nataša Pirc Musar |

- Datos: Q45758
- Multimedia: Prime ministers of Slovenia / Q45758